# 스리킹스 제도

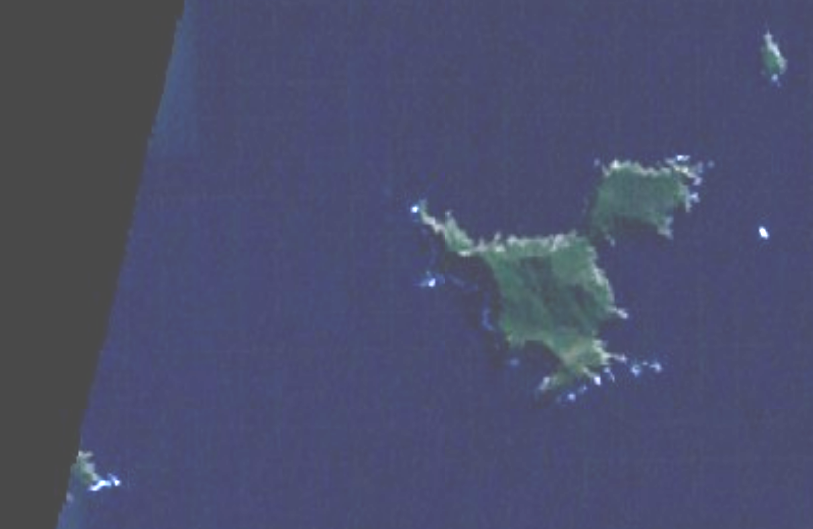

스리킹스 제도(Three Kings Islands)는 뉴질랜드 북섬의 북단에서 북동쪽으로 약 55km 지역에 떠있는 13개 섬으로 이루어진 제도이다.